# Bourliquet
Le Bourliquet is een heuvel in het Pays des Collines in de Belgische provincie Henegouwen. De voet van de heuvel ligt in Frasnes-lez-Buissenal. De helling loopt evenwijdig met de La Croisette sud (ook Bas forêt genoemd). Vlak bij de top bevindt zich de top van La Taillette, een helling die net als Le Bourliquet in de Cotacol-encyclopedie is opgenomen.

## Wielrennen
De Bourliquet maakt geregeld deel uit van tochten voor wielertoeristen, zoals de Davitamon Classic en de Grinta Classic.  Ze wordt ook vaker opgenomen in de Eurométropole Tour. In 2022 werd ze voor het eerst opgenomen in het parkoers van Kuurne-Brussel-Kuurne, en ook in 2023 en 2024 zat ze in het parkoers.

## Afbeeldingen

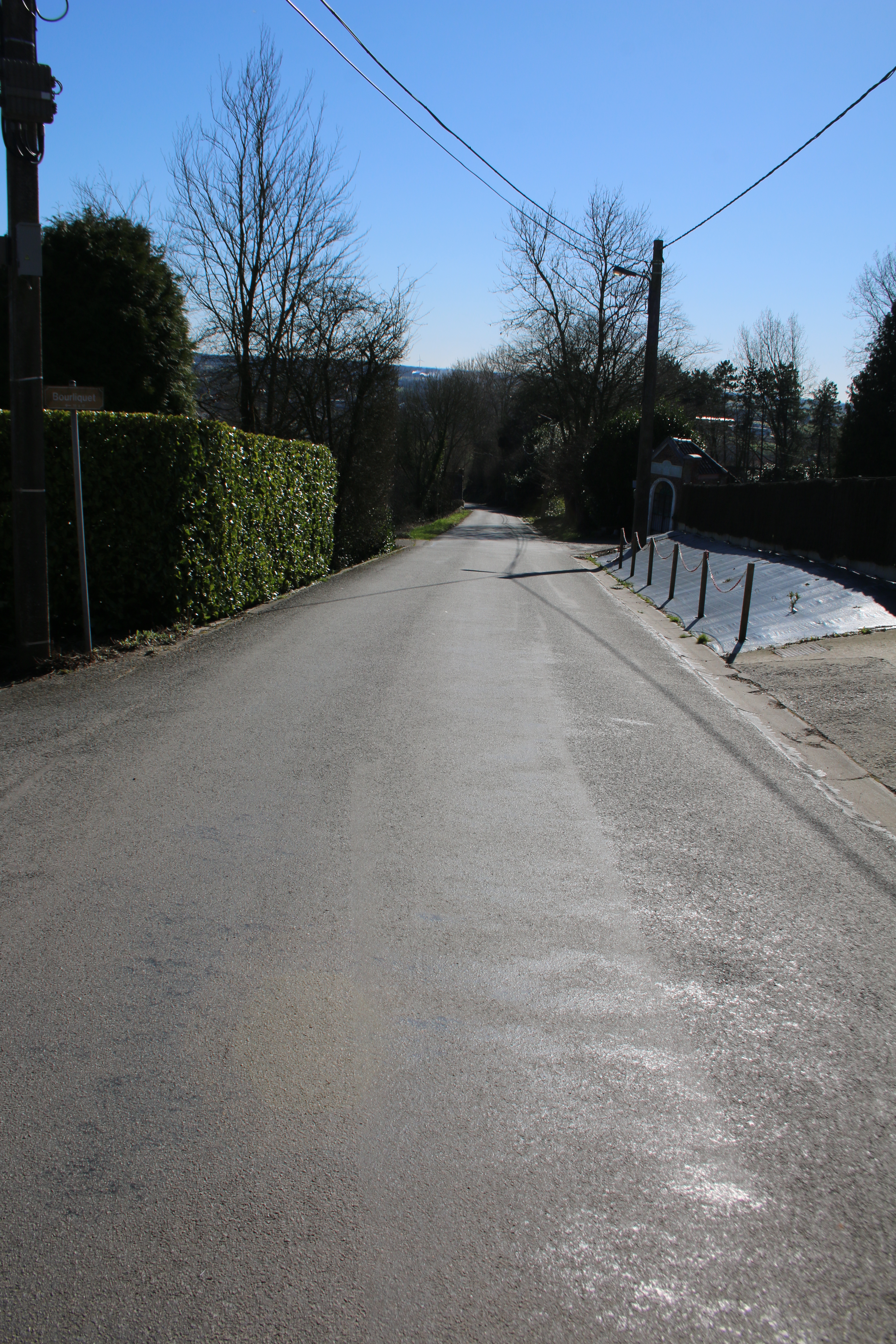
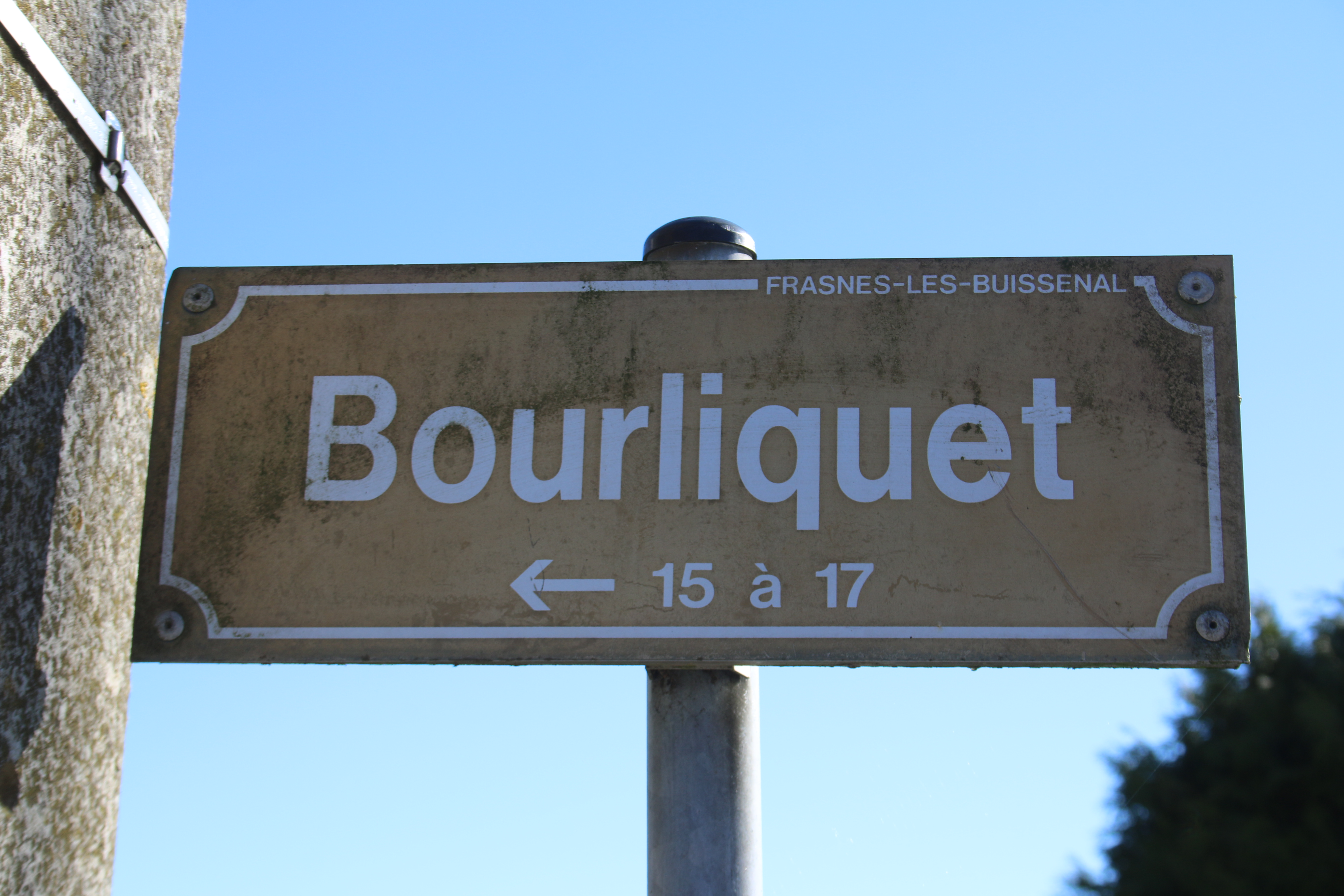
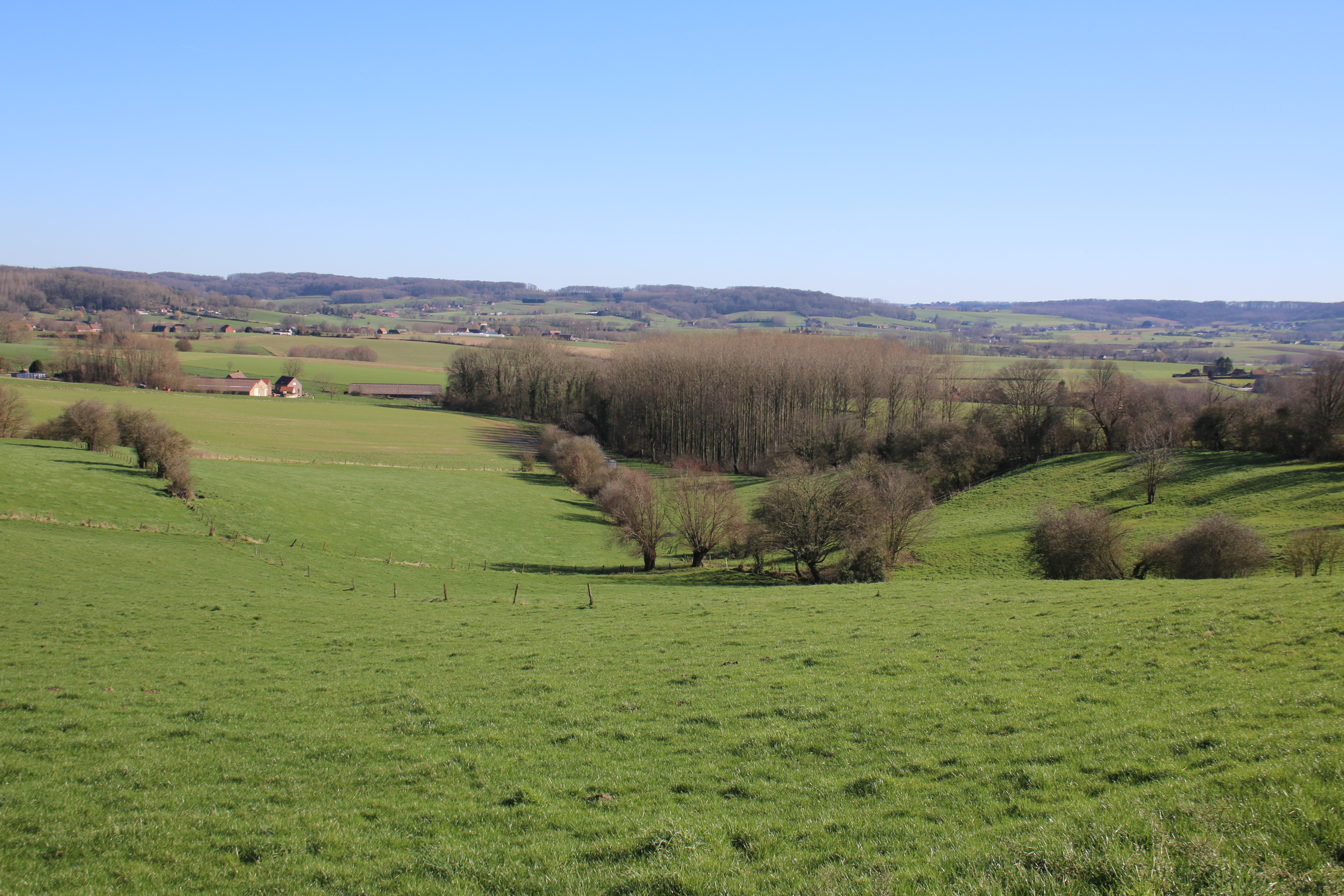
Uitzicht vanop de top